# Utricularia
Utricularia este un gen de plante carnivore ce conține aproximativ 233 de specii.  Două exemple de specii sunt Utricularia quelchii și Utricularia vulgaris (Otrățelul de baltă).

## Specii
Specii
- Utricularia adpressa
- Utricularia albiflora
- Utricularia albocoerulea
- Utricularia alpina
- Utricularia amethystina
- Utricularia andongensis
- Utricularia antennifera
- Utricularia appendiculata
- Utricularia arcuata
- Utricularia arenaria
- Utricularia arnhemica
- Utricularia asplundii
- Utricularia aurea
- Utricularia aureomaculata
- Utricularia australis
- Utricularia babui
- Utricularia beaugleholei
- Utricularia benjaminiana
- Utricularia benthamii
- Utricularia bifida
- Utricularia biloba
- Utricularia biovularioides
- Utricularia bisquamata
- Utricularia blackmanii
- Utricularia blanchetii
- Utricularia bosminifera
- Utricularia brachiata
- Utricularia bracteata
- Utricularia bremii
- Utricularia breviscapa
- Utricularia buntingiana
- Utricularia caerulea
- Utricularia calycifida
- Utricularia campbelliana
- Utricularia capillacea
- Utricularia capilliflora
- Utricularia catolesensis
- Utricularia cecilii
- Utricularia cheiranthos
- Utricularia chiribiquetensis
- Utricularia choristotheca
- Utricularia christopheri
- Utricularia chrysantha
- Utricularia circumvoluta
- Utricularia cochleata
- Utricularia corneliana
- Utricularia cornigera
- Utricularia cornuta
- Utricularia corynephora
- Utricularia costata
- Utricularia cucullata
- Utricularia cymbantha
- Utricularia delicatula
- Utricularia delphinioides
- Utricularia densiflora
- Utricularia determannii
- Utricularia dichotoma
- Utricularia dimorphantha
- Utricularia dunlopii
- Utricularia dunstaniae
- Utricularia endresii
- Utricularia erectiflora
- Utricularia firmula
- Utricularia fistulosa
- Utricularia flaccida
- Utricularia floridana
- Utricularia foliosa
- Utricularia forrestii
- Utricularia foveolata
- Utricularia fulva
- Utricularia furcellata
- Utricularia garrettii
- Utricularia geminiloba
- Utricularia geminiscapa
- Utricularia geoffrayi
- Utricularia georgei
- Utricularia gibba
- Utricularia graminifolia
- Utricularia guyanensis
- Utricularia hamiltonii
- Utricularia helix
- Utricularia heterochroma
- Utricularia heterosepala
- Utricularia hintonii
- Utricularia hirta
- Utricularia hispida
- Utricularia holtzei
- Utricularia humboldtii
- Utricularia huntii
- Utricularia hydrocarpa
- Utricularia inaequalis
- Utricularia incisa
- Utricularia inflata
- Utricularia inflexa
- Utricularia intermedia
- Utricularia inthanonensis
- Utricularia involvens
- Utricularia jackii
- Utricularia jamesoniana
- Utricularia juncea
- Utricularia kamienskii
- Utricularia kenneallyi
- Utricularia kimberleyensis
- Utricularia kumaonensis
- Utricularia laciniata
- Utricularia lasiocaulis
- Utricularia lateriflora
- Utricularia laxa
- Utricularia lazulina
- Utricularia leptoplectra
- Utricularia leptorhyncha
- Utricularia letestui
- Utricularia limosa
- Utricularia livida
- Utricularia lloydii
- Utricularia longeciliata
- Utricularia longifolia
- Utricularia macrocheilos
- Utricularia macrorhiza
- Utricularia malabarica
- Utricularia mangshanensis
- Utricularia mannii
- Utricularia menziesii
- Utricularia meyeri
- Utricularia microcalyx
- Utricularia micropetala
- Utricularia minor
- Utricularia minutissima
- Utricularia mirabilis
- Utricularia moniliformis
- Utricularia muelleri
- Utricularia multicaulis
- Utricularia multifida
- Utricularia myriocista
- Utricularia nana
- Utricularia naviculata
- Utricularia nelumbifolia
- Utricularia neottioides
- Utricularia nephrophylla
- Utricularia nervosa
- Utricularia nigrescens
- Utricularia ochroleuca
- Utricularia odontosepala
- Utricularia odorata
- Utricularia olivacea
- Utricularia oliveriana
- Utricularia panamensis
- Utricularia parthenopipes
- Utricularia paulineae
- Utricularia pentadactyla
- Utricularia peranomala
- Utricularia perversa
- Utricularia petersoniae
- Utricularia petertaylorii
- Utricularia phusoidaoensis
- Utricularia physoceras
- Utricularia pierrei
- Utricularia platensis
- Utricularia pobeguinii
- Utricularia poconensis
- Utricularia podadena
- Utricularia polygaloides
- Utricularia praelonga
- Utricularia praeterita
- Utricularia praetermissa
- Utricularia prehensilis
- Utricularia pubescens
- Utricularia pulchra
- Utricularia punctata
- Utricularia purpurea
- Utricularia purpureocaerulea
- Utricularia pusilla
- Utricularia quelchii
- Utricularia quinquedentata
- Utricularia radiata
- Utricularia raynalii
- Utricularia recta
- Utricularia reflexa
- Utricularia regia
- Utricularia reniformis
- Utricularia resupinata
- Utricularia reticulata
- Utricularia rhododactylos
- Utricularia rigida
- Utricularia rostrata
- Utricularia salwinensis
- Utricularia sandersonii
- Utricularia sandwithii
- Utricularia schultesii
- Utricularia simmonsii
- Utricularia simplex
- Utricularia simulans
- Utricularia singeriana
- Utricularia smithiana
- Utricularia spinomarginata
- Utricularia spiralis
- Utricularia spruceana
- Utricularia stanfieldii
- Utricularia steenisii
- Utricularia stellaris
- Utricularia steyermarkii
- Utricularia striata
- Utricularia striatula
- Utricularia stygia
- Utricularia subramanyamii
- Utricularia subulata
- Utricularia tenella
- Utricularia tenuissima
- Utricularia terrae-reginae
- Utricularia tetraloba
- Utricularia tortilis
- Utricularia trichophylla
- Utricularia tricolor
- Utricularia tridactyla
- Utricularia tridentata
- Utricularia triflora
- Utricularia triloba
- Utricularia troupinii
- Utricularia tubulata
- Utricularia uliginosa
- Utricularia uniflora
- Utricularia unifolia
- Utricularia uxoris
- Utricularia warburgii
- Utricularia warmingii
- Utricularia welwitschii
- Utricularia westonii
- Utricularia wightiana
- Utricularia violacea
- Utricularia viscosa
- Utricularia vitellina
- Utricularia volubilis
- Utricularia vulgaris

## Legături externe
- „Utricularia” în Dicționar dendrofloricol la DEX online